# Světový pohár v biatlonu 2015/2016 – Anterselva
6. podnik Světového poháru v biatlonu v sezóně 2015/16 se konal od 21. do 24. ledna 2016 v italské Anterselvě. Stejně jako v minulém roce byly zde na programu mužské a ženské štafety, závody ve sprintech a stíhací závody.

## Program závodů
Program podle oficiálních stránek.
| Datum     | Disciplína           | Začátek (SEČ) | Počet závodníků |
| --------- | -------------------- | ------------- | --------------- |
| 21. ledna | Sprint (ženy)        | 14:30         | 95              |
| 22. ledna | Sprint (muži)        | 14:30         | 106             |
| 23. ledna | Stíhací závod (ženy) | 13:15         | 57              |
| 23. ledna | Stíhací závod (muži) | 15:30         | 54              |
| 24. ledna | Štafeta (ženy)       | 11:30         | 19 týmů         |
| 24. ledna | Štafeta (muži)       | 14:40         | 25 týmů         |

## Průběh závodů

### Sprinty
V závodu nastoupilo poprvé v historii světového poháru šest českých reprezentantek. K Soukalové, Vítkové, Puskarčíkové a Charvátové se po roce přidala Barbora Tomešová a nově i Jessica Jislová. Pro tu skončila premiéra úspěšně: s dvěma nezasaženými terči dojela na 55. místě, což jí zaručilo start v sobotním stíhacím závodě. Veronika Vítková zastřílela obě položky čistě, ale dík pomalejší střelbě i běhu dosáhla jen na osmé místo. Gabriela Soukalová nezasáhla poslední terč a dokončila závod jako devátá. Protože jejím nejbližším soupeřkám se nedařilo o mnoho lépe, udržela si i po tomto závodě s velkým odstupem vedení ve světovém poháru a navíc se dostala i do čela pořadí ve sprintech. U obou českých závodnic to však bylo jejich nejlepší umístění zde v Itálii: Češkám se na tomto stadionu ve velké nadmořské výšce (Anterselva leží o 35 m výše než vrchol Sněžky) tradičně nedaří. Čistou a rychlou střelbou zvítězila Olga Podčufarovová, poprvé v kariéře. Úspěšný den Rusek podpořila třetím místem Jekatěrina Jurlovová. Naopak se nevedlo Němkám: nejlepší Miriam Gössnerová dojela až za Vítkovou a Soukalovou.
Do sprintu mužů odstartovalo šest českých reprezentantů, ale příliš se jim nedařilo. Nejlepší byl Michal Krčmář, který s jednou chybou skončil na 21. místě. Po delší době dosáhl lepšího výsledku Jaroslav Soukup, který zastřílel čistě, ale pomalým během a hlavně střelbou ztrácel a dojel třicátý. Kladem bylo, že se všichni Češi probojovali do sobotního stíhacího závodu. Zvítězil Němec Simon Schempp, který tak vyhrál tři z pěti sprintů v tomto ročníku. Překvapilo druhé místo Rusa Maxima Cvetkova, třetí skončil Tarjei Bø z Norska.

### Stíhací závody
Českým závodnicím se střelecky nedařilo. Veronika Vítková udělala při druhé střelbě tři chyby a propadla se na 24. pozici, ale dobrým během si dojela pro konečné 13. místo. Gabriela Soukalová běžela po druhé střelbě jako třetí, ale dva nezasažené terče při poslední položce jí odsunuly na konečné 7. místo. Přesto tím zvýšila svůj odstup od nejbližší soupeřky v celkovém průběžném pořadí, Francouzky Dorinové Habertové, která především vinou špatné a pomalé střelby v druhé polovině závodu dojela až na 26. místě – nejhůře od svého návratu do světového poháru po mateřské přestávce. Zvítězila Ruska Jekatěrina Jurlovová, pro kterou to bylo první vítězství v závodě světového poháru (dosud zvítězila jednou na mistrovství světa). Také druhá, Švýcarka Selina Gasparinová, se dostala na stupně vítězů po více než dvou letech. Třetí Dorothea Wiererová byla také spokojená, protože zmenšila náskok Dorinové Habertové v průběžném pořadí a podruhé vystoupila na stupně vítězů v domácím závodě ve dvou dnech.
V závodě mužů zvítězil po více než roce Rus Anton Šipulin, který se dobrou střelbou a rychlým během postupně propracovával do čela. Bezchybně střílející a rychle běžící Martin Fourcade sice dojel až na 4. místě, ale navýšil svůj náskok na první pozici celkového pořadí, takže televizní komentátoři už začali uvažovat o vítězství v celkovém pořadí světového poháru. Čeští reprezentanti sice zlepšili svoje pozice o několik míst proto předcházejícím sprintu, vinou především horší střelby však skončili v cíli až v druhé polovině závodníků (pro Tomáše Krupčíka však byla 25. pozice nejlepším umístěním za poslední rok). Jedinou výjimkou byl úspěch Michala Krčmáře, který dojel v den svých pětadvacátých narozenin na 13. místě, nejlépe v této sezoně.

### Štafety
Pro tyto závody se čeští trenéři rozhodli změnit pořadí závodníků. Pro štafetu žen počítali s tím, že pokud by v polovině závodu nebyla naděje na dobré umístění, mohli by dát Gabriele Soukalové a Veronice Vítkové pokyn, aby šetřily síly pro další náročný program. Eva Puskarčíková však na prvním úseku udělala jen jednu chybu na střelnici a předávala na 3. místě jen s několikavteřinovým odstupem. Lucie Charvátová však po rychlé a bezchybné střelbě vleže udělala vstoje pět chyb, absolvovala dvě trestná kola a předávala na 12. místě. V cíli svého úseku byla velmi zklamaná a Eva Puskarčíková ji musela utěšovat. Gabriela Soukalová však začala předjíždět jednu soupeřku za druhou a i díky dobré střelbě posunula českou štafetu na čtvrté místo. Úspěch pak dokonala Veronika Vítková, která postupně předstihla Švédku Perssonovou, Norku Eckhoffovou, která se před ní dostala po střelbě vleže, i Rusku Podčufarovovou a stejně jako před rokem v Anterselvě dovezla českou štafetu na druhém místě. Zvítězily Francouzky, které byly po první střelbě sice dvanácté, ale dobrým výkonem všech závodnic se propracovávaly dopředu.
V mužských štafetách se Tomáš Krupčík na prvním úseku zpočátku držel ve vedoucí skupině, ale při střelbě vstoje potřeboval všechny náhradní náboje a odjížděl až na 16. místě. Michal Šlesingr střílel stejně jako Krupčík a i když se dostal na 8. místo, zvýšil odstup na přední týmy. Soukup, který narychlo nahradil indisponovaného Ondřeje Moravce, předvedl vzhledem k svým dosavadním výsledkům v této sezóně dobrý výkon, ale českou štafetu už dopředu neposunul. Totéž se nepodařilo ani Michalu Krčmářovi a česká štafeta tak zopakovala 8. místo ze závodů v Ruhpoldingu. Zvítězili Rusové, když Anton Šipulin odrazil v cílové rovině útok Simona Schemppa z Německa.

## Pořadí zemí
| Pořadí | Země      | 1. místo | 2. místo | 3. místo | Celkově |
| ------ | --------- | -------- | -------- | -------- | ------- |
| 1.     | Rusko     | 4        | 1        | 2        | 7       |
| 2.     | Německo   | 1        | 2        | 0        | 3       |
| 3.     | Francie   | 1        | 0        | 0        | 1       |
| 4.     | Itálie    | 0        | 1        | 1        | 2       |
| 5.     | Česko     | 0        | 1        | 0        | 1       |
| 5.     | Švýcarsko | 0        | 1        | 0        | 1       |
| 7.     | Norsko    | 0        | 0        | 3        | 3       |
|        | Celkem    | 6        | 6        | 6        | 18      |

## Umístění na stupních vítězů

### Muži
| Disciplína              | První místo                                                          | Výkon     | Druhé místo                                                  | Výkon     | Třetí místo                                                                              | Výkon     |
| Sprint (10 km)          | Simon Schempp                                                        | 23:01,2   | Maxim Cvetkov                                                | 23:07,0   | Tarjei Bø                                                                                | 23:12,0   |
| Stíhací závod (12,5 km) | Anton Šipulin                                                        | 31:51,9   | Simon Schempp                                                | 32:02,2   | Johannes Thingnes Bø                                                                     | 32:06,0   |
| Štafeta (4×7,5 km)      | Rusko Maxim Cvetkov Jevgenij Garaničev Dmitrij Malyško Anton Šipulin | 1:12:42,8 | Německo Erik Lesser Benedikt Doll Arnd Peiffer Simon Schempp | 1:12:43,8 | Norsko Ole Einar Bjørndalen Lars Helge Birkeland Johannes Thingnes Bø Erlend Bjøntegaard | 1:13:05,7 |

### Ženy
| Disciplína              | První místo                                                                             | Výkon     | Druhé místo                                                                 | Výkon     | Třetí místo                                                                                | Výkon     |
| Sprint (7,5 km)         | Olga Podčufarovová                                                                      | 21:01,9   | Dorothea Wiererová                                                          | 21:09,9   | Jekatěrina Jurlovová                                                                       | 21:24,0   |
| Stíhací závod (10 km)   | Jekatěrina Jurlovová                                                                    | 30:07,3   | Selina Gasparinová                                                          | 30:19,3   | Dorothea Wiererová                                                                         | 30:25,3   |
| Štafeta (ženy) (4×6 km) | Francie Justine Braisazová Anaïs Bescondová Anaïs Chevalierová Marie Dorinová Habertová | 1:07:53,5 | Česko Eva Puskarčíková Lucie Charvátová Gabriela Soukalová Veronika Vítková | 1:08:10,7 | Rusko Jekatěrina Šumilovová Anastasija Zagorujková Jekatěrina Jurlovová Olga Podčufarovová | 1:08:14,6 |